# Sjedište Ujedinjenih naroda
Sjedište Ujedinjenih naroda je znamenito zdanje u New Yorku, koje toj svrsi služi od 1952. godine.
Nalazi se u blizini Zaljeva kornjača, na istočnoj strani Manhattana, na East Riveru.
Kompleks čine tri glavne zgrade:
- Tajništvo (39. kat)
- Zgrada Generalne skupštine
- Knjižnica Dag Hammarskjöld

Također je poznat, zbog svojih vrtova i dvorišnih skulptura.
Adresa kompleksa je 760 United Nations Plaza, New York, NY 10017, USA . Iz sigurnosnih razloga sva pošta, koja se šalje na tu adresu podliježe prethodnoj provjeri.

## Internacionalni karakter
Lokacija sjedišta uživa povlastice i imunitete poput veleposlanstava. Ovo sprječava neke kaznene zakone, gdje pravila UN-a zaobilaze one grada New Yorka, ali ne daju imunitet za zločine što su se tamo dogodili.
Pored toga, nekoliko članova osoblja UN-a posjeduje diplomatski imunitet, pa im stoga ne mogu suditi lokalni sudovi, osim ako im diplomatski imunitet ne ukine glavni tajnik.
Tijekom 2005., tadašnji glavni tajnik Kofi Annan ukida imunitet Benonu Sevanu, Aleksandru Jakovlevu i Vladimiru Koznetsovu, u vezi skandala s programom hrana za naftu. Svi su optuženi od strane federalnog suda grada New Yorka, osim Annanovog sina, također umiješanog u skandal.
Benon Sevan je pobjegao na Cipar, a ostala su dva odlučila izaći pred sud.

## Povijest
Zgrada Ujedinjenih naroda je konstruirana tijekom 1949. i 1950., pored East Rivera na otoku kupljenom za 8, 5 000 000 dolara donacije od Johna D. Rockefellera, mlađeg. Proglašena je međunarodnom zonom koja "pripada svim zemljama članicama, i kao takva će ostati u vječnosti, zauvijek u posjedu zemalja članica UN-a".
Prije nego što je konačno izabran Manhattan, predloženi su San Francisco, Philadelphia, Flushing Meadows Corona Park u Queensu, pa čak i Crne planine u Južnoj Dakoti.
U prvih nekoliko godina, privremeno se središte nalazilo na jezeru Succes, u istočnom predgrađu grada New Yorka na Long Islandu.
Prethodno izboru grada New Yorka, predložen je Navy Island u blizini Niagarinih slapova u Ontariju, Kanada (  Arhivirana inačica izvorne stranice od 12. ožujka 2007. (Wayback Machine)). To je bilo relativno središte. Predloženo je da Navy Island bude ustupljen Ujedinjenim narodima sve dok se tu nalaze, te da bude vraćeno kanadskoj vladi ako se sjedište premjesti. Prijedlog je na kraju odbačen u korist trenutne lokacije u New Yorku.

## Arhitektura
Prije objavljivanja javnog natječaja za dizajn buduće zgrade Ujedinjenih naroda, UN su odlučili formirati međunarodni tim vodećih svjetskih arhitekata.
Američki arhitekt Wallace K. Harrison izabran je za direktora tima, a tim dizajnera izabran je od strane vlada zemalja. Tim su činili:
- N.D. Bassov (Sovjetski Savez)
- Gaston Brunfaut (Belgija)
- Ernest Cormier (Kanada)
- Le Corbusier (Francuska)
- Liang Sicheng (Kina)
- Sven Markelius (Švedska)
- Oscar Niemeyer (Brazil)
- Howard Robertson (Ujedinjeno Kraljevstvo)
- G.A. Soilleux (Australija)
- Julio Villamajo (Urugvaj)

Komitet je razmotrio 50 različitih nacrta prije donošenja odluke. Konačan dizajn je zasnovan na Corbusierovim nacrtima, poznatim kao "shema 23A".
Zbog ograničenja kao što je Autocesta East River (poslije Autocesta East River Franklina D. Roosevelta) i rijeka East River, postala je neophodna izgradnja visoke zgrade Tajništva. Zgrada Tajništva ima 39 katova, kontroverzna u svoje vrijeme, danas je modernističko obilježje. Njeni karakteristični istočni i zapadni zidovi su u potpunosti prekriveni termopanom stvorenim da upija sunčevu toplinu, osim za dovode zraka na 6., 16., 28. i 39. kat. Sjeverni i južni zidovi su prekriveni vermontskim mramorom.

## Vanjske poveznice
- Informacije o javnim turama